# آلارم
آلارم (بالإنجليزية: ALARM)‏ أختصاراُ لـ: (Air Launched Anti-Radiation Missile) والتي تعني: (صواريخ مضادة للإشعاع تطلق من الجو)، هو صاروخ مضاد للإشعاعات من إنتاج بريطاني، تهدف في المقام الأول لتدمير رادارات العدو بغرض اخماد والحد من قدرات الدفاع الجوي للعدو (SEAD). يتم استخدامه من قبل سلاح الجو الملكي البريطاني والقوات الجوية الملكية السعودية وتقاعد في نهاية عام 2013.

## الاستخدام القتالي
استخدم الإرم في الصراعات التالية: :
- حرب الخليج الثانية (عملية جرانبي)، استخدم خلالها 121 صاروخ.[4]
- حرب كوسوفو (قصف الناتو ليوغوسلافيا)، استخدم خلالها 6 صواريخ.[5]
- غزو العراق (عملية تيليك)، استخدم خلالها 47 صاروخا.[6][7]
- التدخل العسكري في ليبيا (عملية إيلامي).[6]

## المشغلين

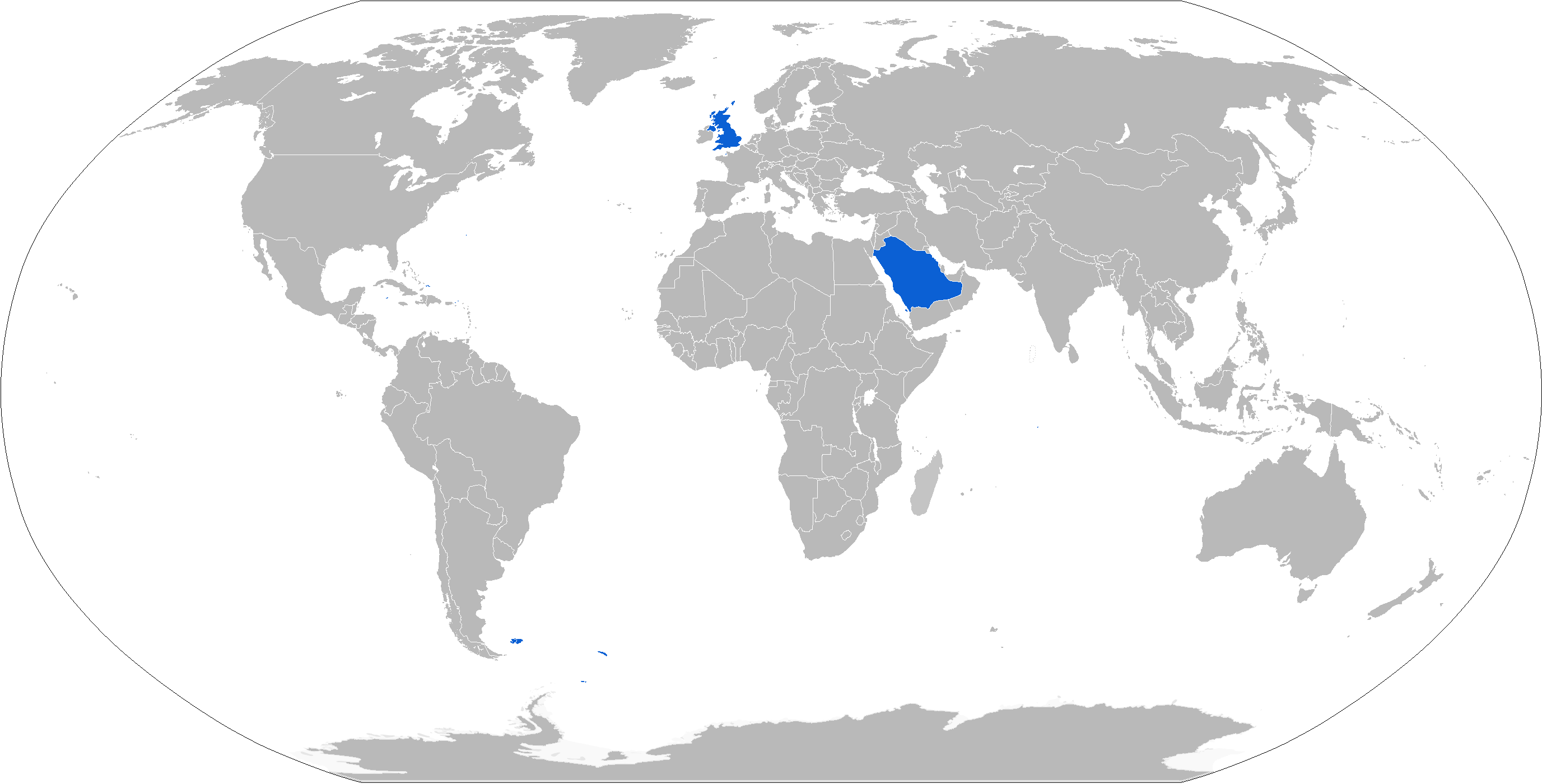
خريطة مشغلي الارم باللون الأزرق

### المشغلين الحاليين
السعودية
- القوات الجوية الملكية السعودية

 المملكة المتحدة
- سلاح الجو الملكي

## مواصفات
- وظيفتها الرئيسية: قمع الدفاعات الجوية العدو
- المقاول: إم بي دي إيه
- الدفع: محركات صواريخ بايرن كيمي مرحلتين تعمل بالوقود الصلب
- الطول: 4.24 م
- قطر: 23 سم
- باع الجناح: 73 سم
- وزن الإطلاق: 268 كجم
- السرعة: 2455 كم / ساعة (أسرع من الصوت)
- الرأس الحربي: Proximity fused شديدة الانفجار
- المدى: 93 كم
- الصمامات: ليزر القرب
- نظام التوجيه: برمجة مسبقة/ باحث رادار سلبي
- تكلفة الوحدة: لم يكشف عنها
- تاريخ التدشين: 1990
- المستخدمين: المملكة المتحدة (سلاح الجو الملكي)
  - تورنادو
  - في غزو العراق: تم تركيبها على بانافيا تورنادو إيه دي في، وسميت بـ (Tornado EF3)
  - تم تركيبها تجريبياً على طائرات سلاح الجو الملكي البريطاني أخرى، مثل جاغوار. وبسبب وزنه الكبير نسبيا ليست مناسبة لكامل أسطول سلاح الجو الملكي البريطاني.
  - أيضا كان من المتوقع أن تكون قابلة للاستخدام على طراز يوروفايتر تايفون، ولكن تم حذف هذا الشرط.[8]

## وصلات خارجية
- RAF: ALARM description
- Bayern-Chemie—Development and production of a rocket motor used by ALARM. More than 1,200 produced
- Matra-BAe Dynamics ALARM at Eurofighter Typhoon—a brief history of ALARM
- RAF Weapons at armedforces.co.uk

قالب:UKmissiles